# Udo Kragl
Udo Kragl (rojen 20. maja 1961 v Troisdorf-Sieglar, Nemčija) je nemški kemik in biotehnolog. Trenutno je profesor kemijskega inženirstva na Univerzi v Rostocku. Je poročen in ima dva otroka.

## Kariera
Udo Kragl je študiral kemijo na Univerzi v Bonnu od 1981 do 1987. Raziskoval je na Forschungszentrum Jülich v raziskovalni skupini Christian Wandrey, leta 1992 pa je doktoriral na univerzi v Bonnu. Po šestmesečnem raziskovalnem bivanju v mednarodnih raziskovalnih laboratorijih Ciba Geigy Limited (zdaj Novartis) in Takarazuka na Japonskem, se je vrnil v Forschungszentrum Jülich, kjer je bil habilitiran leta 1998. Istega leta se je zaposlil na Univerzi v Rostocku. Kragl je bil od leta 2004 do leta 2006 dekan Fakultete za matematiko in naravoslovje na Univerzi v Rostocku. Od leta 2007 je bil imenovan kot prorektor Interdisciplinarne fakultete Univerze v Rostocku. Od februarja do aprila 2007 je bil gostujoči profesor na Nacionalni univerzi v Singapurju. Kragl je od leta 2015 prorektor za raziskave in prenos znanja na Univerzi v Rostocku. Profesor Kragl je bil izvoljen za "profesorja leta" v kategoriji naravoslovje / medicina leta 2015. Leta 1997 je bil Kragl dobitnik štipendije iz fundacije Karl-Winnacker (prej Hoechst AG).

## Raziskovalne dejavnosti in obseg znanstvenega dela
Od začetka svoje akademske kariere je Kragl raziskoval na področju biokatalize, s poudarkom encimov v sintetični kemiji. V zadnjih letih je Kragl razširil svojo raziskavo tudi na naslednja področja:
- Membranska tehnologija
- Obnovljivi viri surovin
- Ionske tekočine
- Procesna tehnologija

## Sodelovanje v organizacijah
Kragl je že več let deloval v različnih organizacijah:
- Član izvršnega odbora oddelka za katalizo DECHEMA[7]
- Član svetovalnega odbora Conference of the Departments of Chemistry[8]
- Član Izvršilnega odbora Competence Network Catalysis (ConNeCat)

## Povezave
- ORCID
- Scopus
- znanstvene publikacije

## Posameznih dokazov
1. ↑  »Uradna stran delovne skupine«. {{navedi splet}}: |first= missing |last= (pomoč)Vzdrževanje CS1: številska imena: seznam avtorjev (povezava)
2. ↑  »Catalogus Professorum Rostochiensium«. Arhivirano iz prvotnega spletišča dne 18. decembra 2018. {{navedi splet}}: |first= missing |last= (pomoč)Vzdrževanje CS1: številska imena: seznam avtorjev (povezava)
3. ↑  »Podpredsednik za raziskave in prenos znanja«. Arhivirano iz prvotnega spletišča dne 13. avgusta 2019. {{navedi splet}}: |first= missing |last= (pomoč)Vzdrževanje CS1: številska imena: seznam avtorjev (povezava)
4. ↑  »Rostocker je profesor leta«. Arhivirano iz prvotnega spletišča dne 4. aprila 2019. {{navedi splet}}: |first= missing |last= (pomoč)Vzdrževanje CS1: številska imena: seznam avtorjev (povezava)
5. ↑  »Nagrajenec Karl-Winnacker-štipendije« (PDF). Arhivirano iz prvotnega spletišča (PDF) dne 23. septembra 2015. {{navedi splet}}: |first= missing |last= (pomoč)Vzdrževanje CS1: številska imena: seznam avtorjev (povezava)
6. ↑  Technology transfer in biotechnology: from lab to industry to production. ISBN 978-3-540-31540-7.
7. ↑  »DECHEMA«. Arhivirano iz prvotnega spletišča dne 19. decembra 2018. {{navedi splet}}: |first= missing |last= (pomoč)Vzdrževanje CS1: številska imena: seznam avtorjev (povezava)
8. ↑  »Predstavnik v svetovalnem odboru regije Mecklenburg-Vorpommern«. Arhivirano iz prvotnega spletišča dne 18. decembra 2018. {{navedi splet}}: |first= missing |last= (pomoč)Vzdrževanje CS1: številska imena: seznam avtorjev (povezava)